# Wereldkampioenschap superbike van Brno 2012
Het wereldkampioenschap superbike van Brno 2012 was de negende ronde van het wereldkampioenschap superbike en de achtste ronde van het wereldkampioenschap Supersport 2012. De races werden verreden op 22 juli 2012 op het Automotodrom Brno nabij Brno, Tsjechië.

## Superbike

### Race 1
| Pos | Nr  | Rijder            | Constructeur | Rondes | Tijd           | Grid | Punten |
| --- | --- | ----------------- | ------------ | ------ | -------------- | ---- | ------ |
| 1   | 33  | Marco Melandri    | BMW          | 20     | 41:59.808      | 5    | 25     |
| 2   | 66  | Tom Sykes         | Kawasaki     | 20     | +1.360         | 1    | 20     |
| 3   | 76  | Loris Baz         | Kawasaki     | 20     | +1.948         | 15   | 16     |
| 4   | 7   | Carlos Checa      | Ducati       | 20     | +2.494         | 2    | 13     |
| 5   | 58  | Eugene Laverty    | Aprilia      | 20     | +3.832         | 3    | 11     |
| 6   | 3   | Max Biaggi        | Aprilia      | 20     | +7.139         | 14   | 10     |
| 7   | 91  | Leon Haslam       | BMW          | 20     | +11.293        | 7    | 9      |
| 8   | 84  | Michel Fabrizio   | BMW          | 20     | +11.945        | 8    | 8      |
| 9   | 121 | Maxime Berger     | Ducati       | 20     | +18.988        | 19   | 7      |
| 10  | 96  | Jakub Smrž        | Ducati       | 20     | +19.117        | 10   | 6      |
| 11  | 19  | Chaz Davies       | Aprilia      | 20     | +22.938        | 9    | 5      |
| 12  | 53  | Alessandro Polita | Ducati       | 20     | +1:05.646      | 20   | 4      |
| 13  | 64  | Norino Brignola   | BMW          | 20     | +1:05.733      | 22   | 3      |
| 14  | 2   | Leon Camier       | Suzuki       | 20     | +1:08.248      | 13   | 2      |
| 15  | 21  | John Hopkins      | Suzuki       | 20     | +1:12.120      | 16   | 1      |
| 16  | 87  | Lorenzo Zanetti   | Ducati       | 20     | +1:13.057      | 17   |        |
| 17  | 13  | Viktor Kispataki  | Honda        | 17     | +3 ronden      | 23   |        |
| 18  | 44  | David Salom       | Kawasaki     | 17     | +3 ronden      | 11   |        |
| DNF | 65  | Jonathan Rea      | Honda        | 18     | Ongeluk        | 6    |        |
| DNF | 36  | Leandro Mercado   | Kawasaki     | 10     | Ongeluk        | 21   |        |
| DNF | 4   | Hiroshi Aoyama    | Honda        | 10     | Ongeluk        | 18   |        |
| DNF | 34  | Davide Giugliano  | Ducati       | 4      | Schade ongeluk | 4    |        |
| DNF | 86  | Ayrton Badovini   | BMW          | 0      | Uitgevallen    | 12   |        |

### Race 2
| Pos | Nr  | Rijder            | Constructeur | Rondes | Tijd         | Grid | Punten |
| --- | --- | ----------------- | ------------ | ------ | ------------ | ---- | ------ |
| 1   | 33  | Marco Melandri    | BMW          | 20     | 40:12.837    | 5    | 25     |
| 2   | 66  | Tom Sykes         | Kawasaki     | 20     | +0.140       | 1    | 20     |
| 3   | 7   | Carlos Checa      | Ducati       | 20     | +6.801       | 2    | 16     |
| 4   | 3   | Max Biaggi        | Aprilia      | 20     | +9.840       | 14   | 13     |
| 5   | 58  | Eugene Laverty    | Aprilia      | 20     | +11.775      | 3    | 11     |
| 6   | 19  | Chaz Davies       | Aprilia      | 20     | +11.950      | 9    | 10     |
| 7   | 91  | Leon Haslam       | BMW          | 20     | +12.547      | 7    | 9      |
| 8   | 76  | Loris Baz         | Kawasaki     | 20     | +13.088      | 15   | 8      |
| 9   | 2   | Leon Camier       | Suzuki       | 20     | +18.141      | 13   | 7      |
| 10  | 84  | Michel Fabrizio   | BMW          | 20     | +25.332      | 8    | 6      |
| 11  | 34  | Davide Giugliano  | Ducati       | 20     | +28.458      | 4    | 5      |
| 12  | 65  | Jonathan Rea      | Honda        | 20     | +29.254      | 6    | 4      |
| 13  | 96  | Jakub Smrž        | Ducati       | 20     | +29.513      | 10   | 3      |
| 14  | 21  | John Hopkins      | Suzuki       | 20     | +34.875      | 16   | 2      |
| 15  | 121 | Maxime Berger     | Ducati       | 20     | +41.861      | 19   | 1      |
| 16  | 87  | Lorenzo Zanetti   | Ducati       | 20     | +42.139      | 17   |        |
| 17  | 64  | Norino Brignola   | BMW          | 20     | +1:15.743    | 22   |        |
| 18  | 13  | Viktor Kispataki  | Honda        | 20     | +1:41.325    | 23   |        |
| DNF | 53  | Alessandro Polita | Ducati       | 10     | Uitgevallen  | 20   |        |
| DNF | 86  | Ayrton Badovini   | BMW          | 9      | Uitgevallen  | 12   |        |
| DNF | 44  | David Salom       | Kawasaki     | 7      | Uitgevallen  | 11   |        |
| DNF | 4   | Hiroshi Aoyama    | Honda        | 4      | Uitgevallen  | 18   |        |
| DNS | 36  | Leandro Mercado   | Kawasaki     | 0      | Niet gestart | 21   |        |

## Supersport
De race werd in de eerste ronde stilgelegd vanwege een ongeluk van Andrea Antonelli. Later werd de race herstart over de oorspronkelijke lengte van 18 ronden, maar werd deze na 15 ronden opnieuw afgebroken vanwege een ongeluk van Ronan Quarmby. De stand aan het einde van de dertiende ronde vormden uiteindelijk de uitslag van de race.
| Pos | Nr | Rijder              | Constructeur | Rondes | Tijd              | Grid | Punten |
| --- | -- | ------------------- | ------------ | ------ | ----------------- | ---- | ------ |
| 1   | 99 | Fabien Foret        | Kawasaki     | 13     | 27:02.236         | 3    | 25     |
| 2   | 54 | Kenan Sofuoğlu      | Kawasaki     | 13     | +0.128            | 1    | 20     |
| 3   | 23 | Broc Parkes         | Honda        | 13     | +0.434            | 4    | 16     |
| 4   | 11 | Sam Lowes           | Honda        | 13     | +4.650            | 5    | 13     |
| 5   | 16 | Jules Cluzel        | Honda        | 13     | +7.725            | 2    | 11     |
| 6   | 34 | Ronan Quarmby       | Honda        | 13     | +11.384           | 7    | 10     |
| 7   | 32 | Sheridan Morais     | Kawasaki     | 13     | +11.934           | 9    | 9      |
| 8   | 12 | Stefano Cruciani    | Kawasaki     | 13     | +12.253           | 10   | 8      |
| 9   | 31 | Vittorio Iannuzzo   | Triumph      | 13     | +15.111           | 6    | 7      |
| 10  | 65 | Vladimir Leonov     | Yamaha       | 13     | +18.549           | 14   | 6      |
| 11  | 98 | Romain Lanusse      | Kawasaki     | 13     | +18.840           | 13   | 5      |
| 12  | 14 | Gábor Talmácsi      | Honda        | 13     | +19.037           | 11   | 4      |
| 13  | 93 | Florian Marino      | Kawasaki     | 13     | +24.880           | 23   | 3      |
| 14  | 53 | Valentin Debise     | Honda        | 13     | +24.905           | 12   | 2      |
| 15  | 87 | Luca Marconi        | Yamaha       | 13     | +32.134           | 25   | 1      |
| 16  | 35 | Raffaele De Rosa    | Honda        | 13     | +32.401           | 21   |        |
| 17  | 38 | Balázs Németh       | Honda        | 13     | +32.696           | 27   |        |
| 18  | 13 | Dino Lombardi       | Yamaha       | 13     | +33.236           | 28   |        |
| 19  | 10 | Imre Tóth           | Honda        | 13     | +36.772           | 24   |        |
| 20  | 89 | Stefan Kerschbaumer | Yamaha       | 13     | +41.597           | 22   |        |
| 21  | 61 | Fabio Menghi        | Yamaha       | 13     | +41.886           | 29   |        |
| 22  | 66 | Andrea Agnelli      | Kawasaki     | 13     | +50.403           | 26   |        |
| 23  | 40 | Martin Jessopp      | Honda        | 13     | +1:13.516         | 31   |        |
| 24  | 24 | Eduard Blokhin      | Yamaha       | 13     | +1:28.048         | 32   |        |
| 25  | 73 | Oleg Pozdneev       | Yamaha       | 13     | +2:06.493         | 34   |        |
| DNF | 20 | Mathew Scholtz      | Honda        | 12     | Uitgevallen       | 19   |        |
| DNF | 64 | Joshua Day          | Kawasaki     | 11     | Schade ongeluk    | 15   |        |
| DNF | 3  | Jed Metcher         | Yamaha       | 10     | Uitgevallen       | 17   |        |
| DNF | 22 | Roberto Tamburini   | Honda        | 9      | Ongeluk           | 16   |        |
| DNF | 33 | Yves Polzer         | Yamaha       | 8      | Uitgevallen       | 33   |        |
| DNF | 55 | Massimo Roccoli     | Honda        | 4      | Uitgevallen       | 30   |        |
| DNF | 19 | Paweł Szkopek       | Honda        | 2      | Ongeluk           | 20   |        |
| DNF | 25 | Alex Baldolini      | Triumph      | 1      | Uitgevallen       | 8    |        |
| DNS | 8  | Andrea Antonelli    | Yamaha       | 0      | Ongeluk in race 1 | 18   |        |

## Tussenstanden na wedstrijd

### Superbike
| Pos | Nr | Rijder         | Team    | Punten |
| --- | -- | -------------- | ------- | ------ |
| 1   | 3  | Max Biaggi     | Aprilia | 271,5  |
| 2   | 33 | Marco Melandri | BMW     | 250,5  |
| 3   | 66 | Tom Sykes      | Ducati  | 212,5  |
| 4   | 7  | Carlos Checa   | Ducati  | 204,5  |
| 5   | 65 | Jonathan Rea   | Honda   | 187    |

### Supersport
| Pos | Nr | Rijder         | Team     | Punten |
| --- | -- | -------------- | -------- | ------ |
| 1   | 54 | Kenan Sofuoğlu | Kawasaki | 137    |
| 2   | 11 | Sam Lowes      | Honda    | 114    |
| 3   | 99 | Fabien Foret   | Kawasaki | 108    |
| 4   | 16 | Jules Cluzel   | Honda    | 95     |
| 5   | 23 | Broc Parkes    | Honda    | 82     |

1993 · 1996 · 2005 · 2006 · 2007 · 2008 · 2009 · 2010 · 2011 · 2012 · 2018